# Le Secret du Sahara

Le Secret du Sahara est une mini-série italo-germano-espagnole d'Alberto Negrin en 4 épisodes, produit en 1988 d'après le roman L'Atlantide de Pierre Benoît.

## Synopsis
En 1925, après la découverte d'un manuscrit sur une légende, Desmond Jordan, décide de partir au Sahara pour la découvrir. Il va y trouver l'amour mais aussi un ancien ami de la Légion qui cherche la même chose mais uniquement pour s'enrichir.

## Fiche technique
- Titre original : Il segreto del Sahara
- Titre français : Le Secret du Sahara
- Réalisation : Alberto Negrin
- Musique : Ennio Morricone
- Production : Maurizio Amati
- Pays d'origine :  Italie,  Allemagne,  Espagne
- Langue originale : anglais
- Année de production : 1987

## Distribution
- Michael York (VF : Dominique Collignon-Maurin) : Desmond Jordan
- Andie MacDowell : Anthéa
- Itaco Nardulli : Kérim
- David Soul (VF : Pascal Renwick) : Lt Riker
- Diego Abatantuono : Orso
- James Farentino : Khalife de Tombouctou
- Ben Kingsley: Sholomon
- Miguel Bosé : El Halem
- Daniel Olbrychski : Hared
- William McNamara : Philip Jordan
- Mathilda May : Myriam
- Jean-Pierre Cassel : De Brosse
- Delia Boccardo : Yasmine
- Ana Obregon : Tamamet